# Adolf z Nassau
Adolf z Nassau, Adolf z Turyngii (ur. ok. 1250, zm. 2 lipca 1298 pod Göllheim k. Wormacji), hrabia Nassau od 1276, król niemiecki od 1292 roku.

## Hrabia Nassau
W 1276 lub 1277 roku Adolf po śmierci swojego ojca Walrama II został hrabią Nassau. Po ojcu odziedziczył rodzinne ziemie na południe od rzeki Lahn (m.in. Nassau). Jego ziemie były niewielkie i ubogie. Również jego ojciec podzielił włości między siebie i brata.
W 1287 r. nadał Idsteinowi prawa miejskie i zbudował jego fortyfikacje.
Po wyborze na króla, król Adolf z Nassau rzadko bywał w swoim rodzinnym kraju, przyznając tam rządy swoim mieszczanom. 17 stycznia 1294 kupił Weilburg za 400 funtów od biskupstwa Wormacji. Prawa miejskie nadał Weilburgowi 29 grudnia 1295 r. W 1296 r. założył również opactwo klarysek w Klarenthal.

## Wybór na króla Niemiec
Po śmierci Rudolfa I Habsburga w 1291 roku dzięki poparciu arcybiskupa kolońskiego Zygfryda II  został następcą Rudolfa I Habsburga na tronie niemieckim w 1292 roku. Ceną poparcia było uzyskanie wielu przywilejów od elektorów. Do najdalej idących należały koncesje udzielone królowi czeskiemu Wacławowi II 30 czerwca 1292 r., w którym Adolf obiecał Wacławowi odebranie księstw Austrii i Styrii Albrechtowi Habsburgowi. Miało to nastąpić, ponieważ poprzedni król Rudolf odebrał te terytoria królowi Czech Przemysłowi Ottokarowi II, ojca Wacława. Arcybiskup Moguncji otrzymał cesarskie miasta Mühlhausen i Nordhausen, co odpowiadało interesom Moguncji w regionie Turyngii.
5 maja 1292 r. we Frankfurcie nad Menem arcybiskup Moguncji w imieniu wszystkich elektorów wybrał Adolfa na króla Niemiec (cesarza-elekta).  Został koronowany w Akwizgranie 24 czerwca przez arcybiskupa Kolonii.

## Panowanie

### Początek Panowania
Na początku swojego panowania Adolf nie miał ani wpływów, ani władzy i został wybrany królem z powodu preferencji elektorów dla słabego władcy. Jego władza była od samego początku ograniczona z powodu podjętych zobowiązań.
Adolf bardzo szybko złamał obietnice dotyczące księstw Austrii i Styrii. Jako sprytny dyplomata Albrecht Habsburg uniknął konfrontacji z nowym królem. W zamian za oddanie cesarskich insygniów, które wciąż posiadał, zachował te tereny. Dyspozycja prestiżowych insygniów i reliktów cesarstwa była dodatkowym i ważnym znakiem prawowitości panowania króla, ale nie warunkiem koniecznym. Z każdym nowym dokumentem Adolf coraz bardziej oddalał się od swoich obietnic, nie otwierając się na naruszenie oskarżeń kontraktowych.

### Polityka zagraniczna
W 1294 r., gdy panowanie Adolfa było u szczytu, zawarł on sojusz z królem Anglii Edwardem I przeciwko Francji i otrzymał 60 000 funtów szterlingów. Pakt został poprzedzony próbami podboju Księstwa Burgundii i Hrabstwa Flandrii przez Filipa IV Pięknego. Sojusz był postrzegany przez współczesnych mu jako czysto najemniczy, a fakt, że Adolf nie wywiązał się ze swoich zobowiązań, zaszkodził jego reputacji, ale początkowo było to bez konsekwencji.
Adolf rozpoczął rekrutację wojsk w imperium do wojny z Francją. 31 sierpnia 1294 wysłał deklarację wojny francuskiemu królowi, twierdząc, że ten przejął prawa i posiadłości imperium. 9 marca 1295 r.  Papież Bonifacy VIII jednak nakazał pokój i zagroził nałożeniem na Adolfa ekskomuniki w przypadku wybuchu wojny.

### Polityka wewnętrzna
Dokumentem wystawionym 8 stycznia 1295 potwierdził prawa brandenburskie do ziem zachodniopomorskich.
Próbował prowadzić własną politykę dynastyczną. W 1294 roku zakupił od landgrafa Turyngii Albrechta II Wyrodnego jego ziemie obejmujące Turyngię i Miśnię.

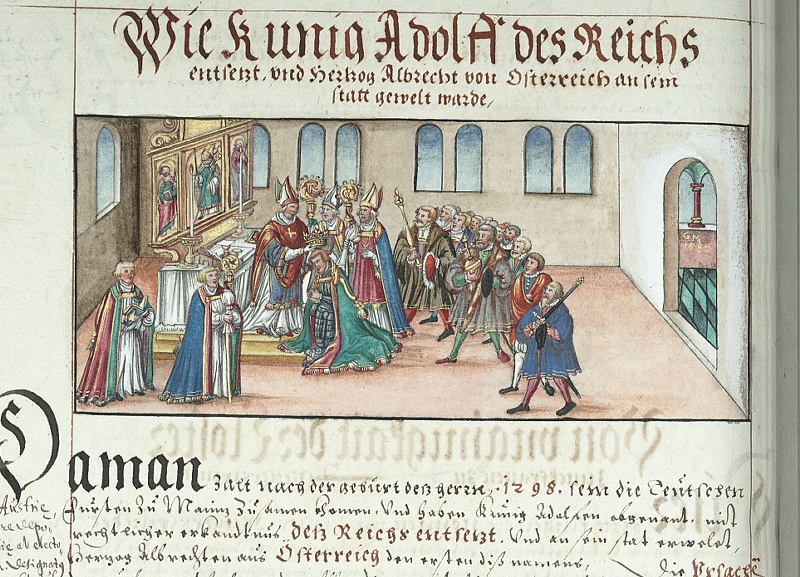
Detronizacja Adolfa z Nassau, wybór na króla Albrechta I Habsburga.

## Detronizacja
Prawdopodobnie elektorzy od początku nie planowali obalenia króla, ale w miarę rozwoju wydarzeń stawało się to coraz bardziej nieuniknione. Powodem starć była polityka Adolfa.
W lutym 1298 r. sytuacja stała się dla Adolfa niepokojąca, ponieważ Wacław II i Albrecht Habsburg odłożyli na bok wieloletnie spory o Austrię i Styrię i osiągnęli porozumienie w przypadku obalenia Adolfa i wyboru na jego miejsce Albrechta. Być może do spotkania elektorów doszło już podczas koronacji króla Wacława II, czyli 2 czerwca 1297 roku. w celu znalezienia kompromisu między Adolfem a Albrechtem. Kompromisu jednak nie zawarto.
23 czerwca 1298 r. odbyło się spotkanie arcybiskupa Moguncji z margrabiami brandenburskimi (Ottonem IV ze Strzałą, Henrykiem I i Hermanem) doszło tam do sądu przeciwko samemu królowi. Arcybiskup Kolonii i król Czech wcześniej upoważnili arcybiskupa Moguncji do działania w ich imieniu. W postępowaniu tym Adolf został oskarżony o liczne przestępstwa, w tym o ciągłe naruszanie pokoju w Turyngii i złamanie obietnic złożonych arcybiskupowi Moguncji. Adolfa uznano za niegodnego urzędu i utracił godność królewską.

## Śmierć

### Wybór Albrechta Habsburga na króla
Po obaleniu Adolfa na nowego króla wybrano Albrechta I Habsburga. Jak odbyła się ta elekcja, nie jest dziś bardzo jasne. Otwarte jest na przykład pytanie, czy Albert rzeczywiście początkowo nie chciał zaakceptować wyboru, jak później twierdził przeciwko papieżowi Bonifacemu VIII.

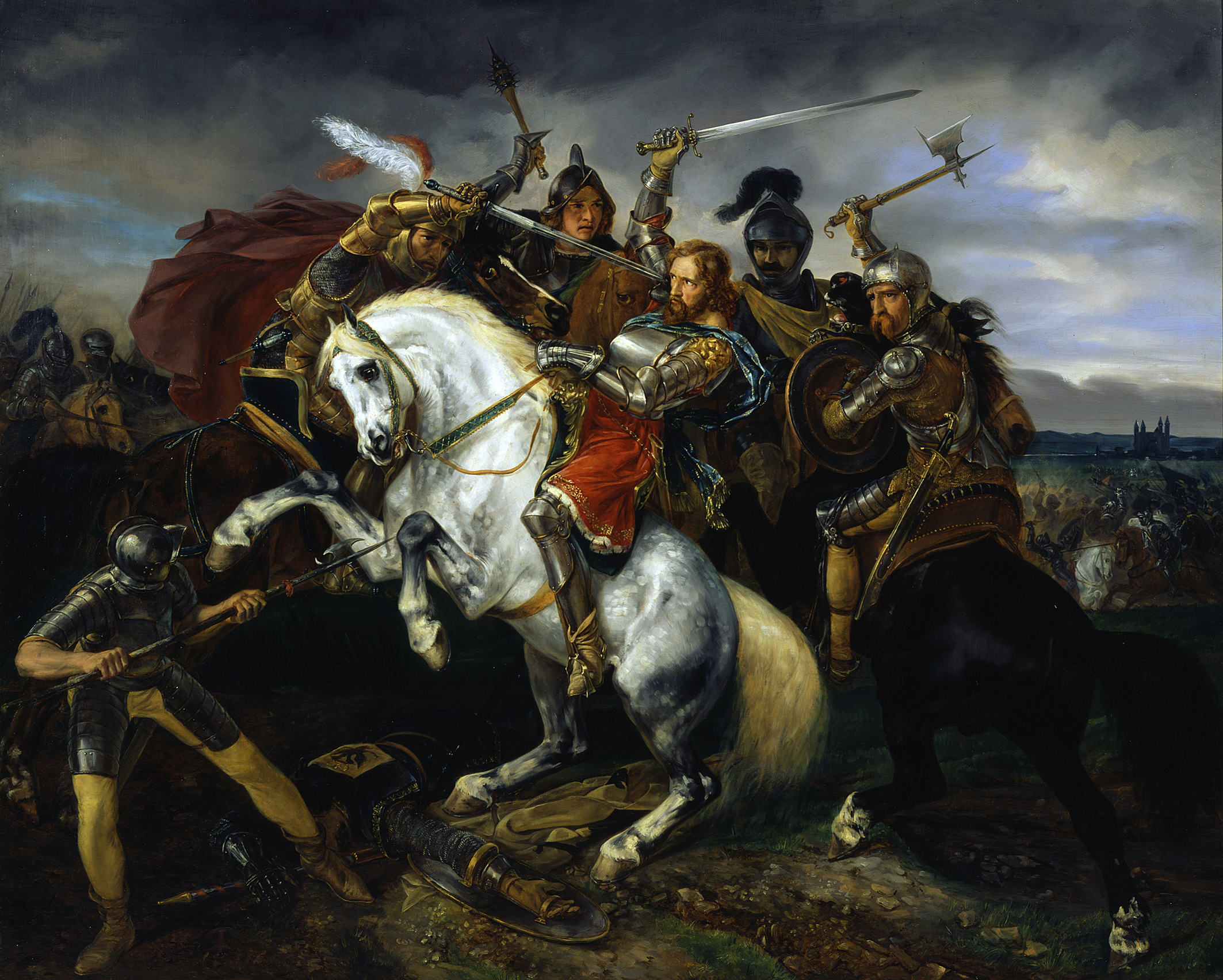
Bitwa pod Göllheim – Śmierć Adolfa z Nassau (1829).

### Bitwa pod Göllheim
Usunięcie Adolfa to jedno; kolejnym było wyegzekwowanie decyzji przeciwko niemu. Adolf odmówił przyjęcia tej decyzji, ale konflikt między nim a książęcą opozycją wkrótce został rozstrzygnięty na polu bitwy. 2 lipca 1298 wojska Adolfa i Albrechta spotkały się w bitwie pod Göllheim.  Mała wioska Göllheim położona jest w północnej Nadrenii-Palatynacie. Adolf poległ na polu bitwy. Armia Adolfa zaczęła uciekać i szybko się rozproszyła.

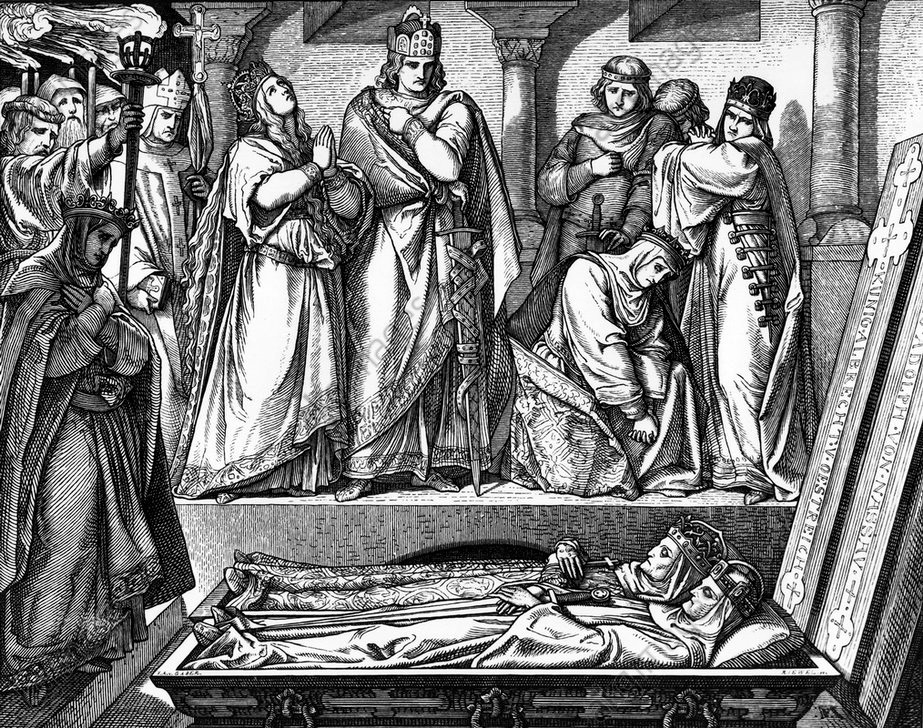
Pogrzeb obu królów w 1309 roku w Katedrze w Spirze (Adolfa z Nassau i Albrechta Habsburga).

### Pochówek
Albrecht nie pozwolił zwolennikom Adolfa pochować ciała upadłego króla w  katedrze w Spirze. Dlatego Adolf został początkowo pochowany w klasztorze cystersów w obecnym Kerzenheim, a dopiero później został przeniesiony do katedry w Spirze przez Henryka VII. Został pochowany obok Albrechta I Habsburga (zm. 1308).

## Małżeństwa i potomstwo
Żoną Adolfa z Nassau była Imagina von Isenburg-Limburg (zmarła po 1313). Wzięli ślub w roku 1271. Imagina była córką Gerlacha I von Isenburg i Imaginy von Blieskastel. Ich dziećmi byli:
- Henryk (zmarły w dzieciństwie),
- Ruprecht (zm. 2 grudnia 1304),
- Gerlach I z Nassau-Wiesbaden (zm. 1361),
- Adolf (żył 1292–1294),
- Walram III z Nassau-Wiesbaden (zm. po 1324),
- Adelajda, opatka w klasztorze w Klarenthal (zm. 26 maja 1338),
- Imagina (zmarła w dzieciństwie),
- Matylda (zm. 19 czerwca 1323, w Heidelbergu), żona księcia bawarskiego Rudolfa I Wittelsbacha.

## W kulturze
W 1662 roku powstał portret Adolfa z Nassau autorstwa Arnolda Montanusa.
W 1824 roku książę Wilhelm z Nassau wzniósł pomnik nagrobny Adolfa w przedsionku Katedry w Spirze. Pomnik przedstawia Adolfa w zbroi klęczącego w modlitwie.

w 1829 roku powstał obraz upamiętniający śmierć Adolfa z Nassau podczas Bitwy pod Göllheim.

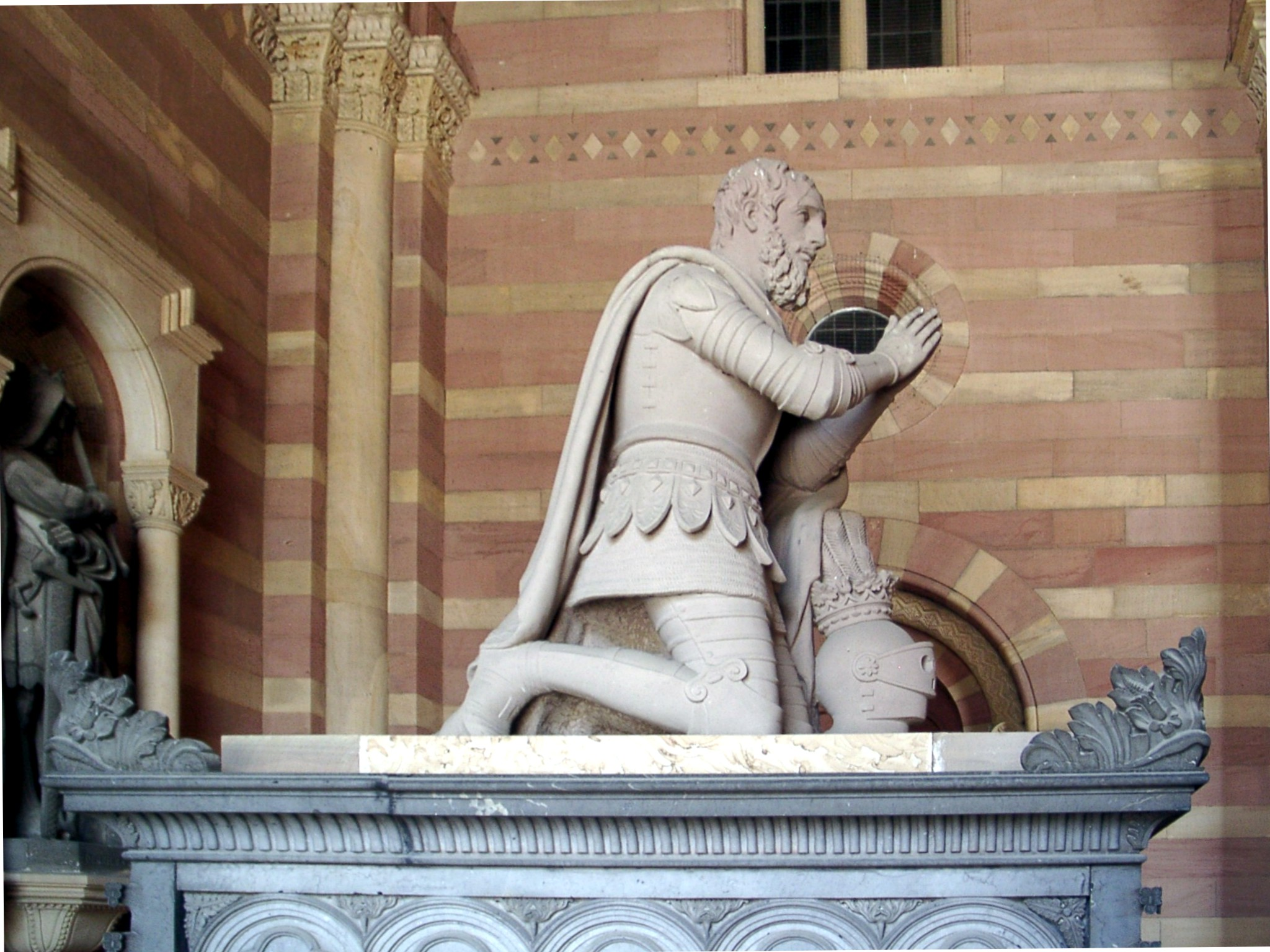
Pomnik Adolfa z Nassau z 1824 roku (ujęcie z boku).
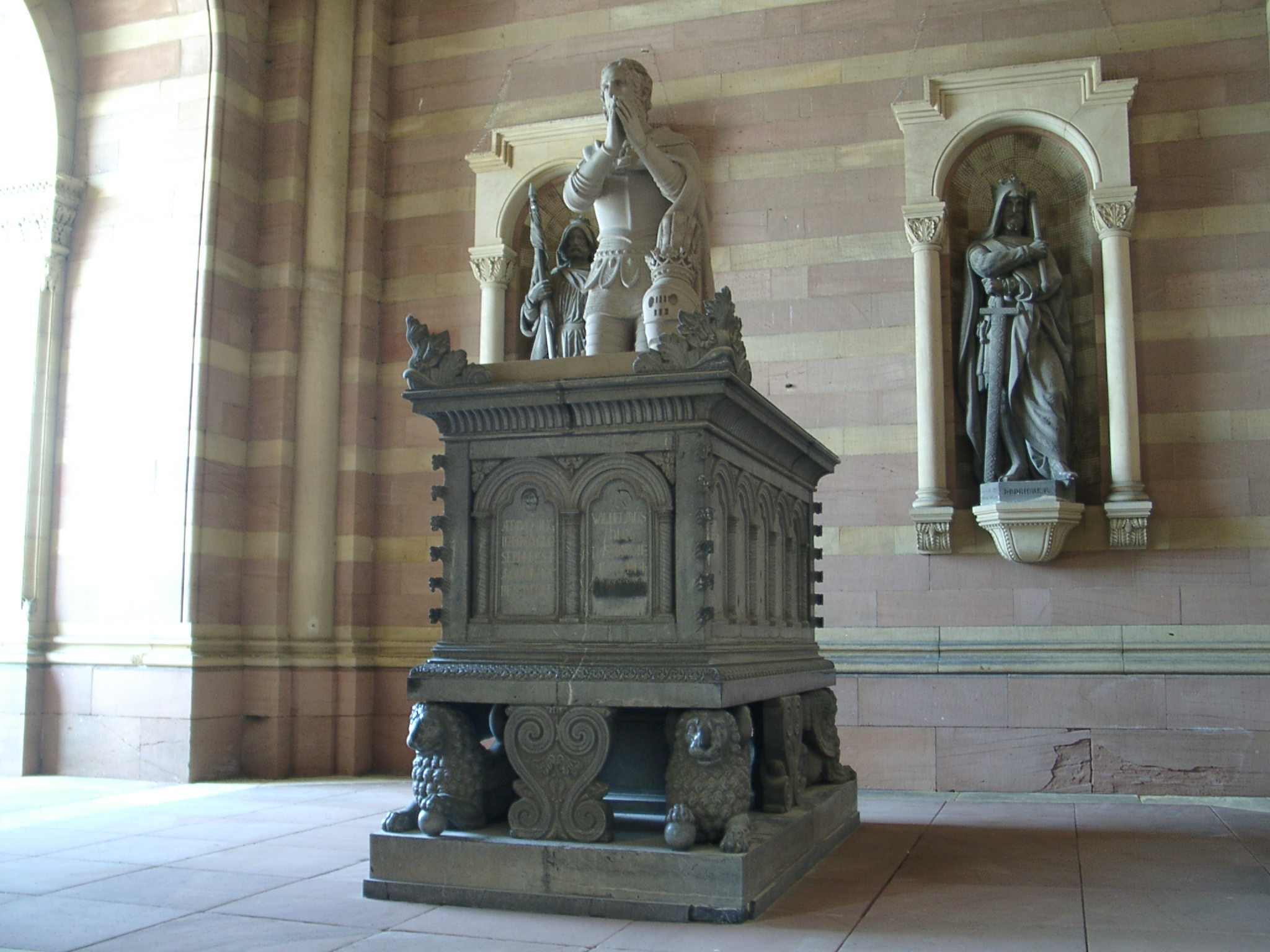
Pomnik Adolfa z Nassau z 1824 roku (ujęcie z przodu).
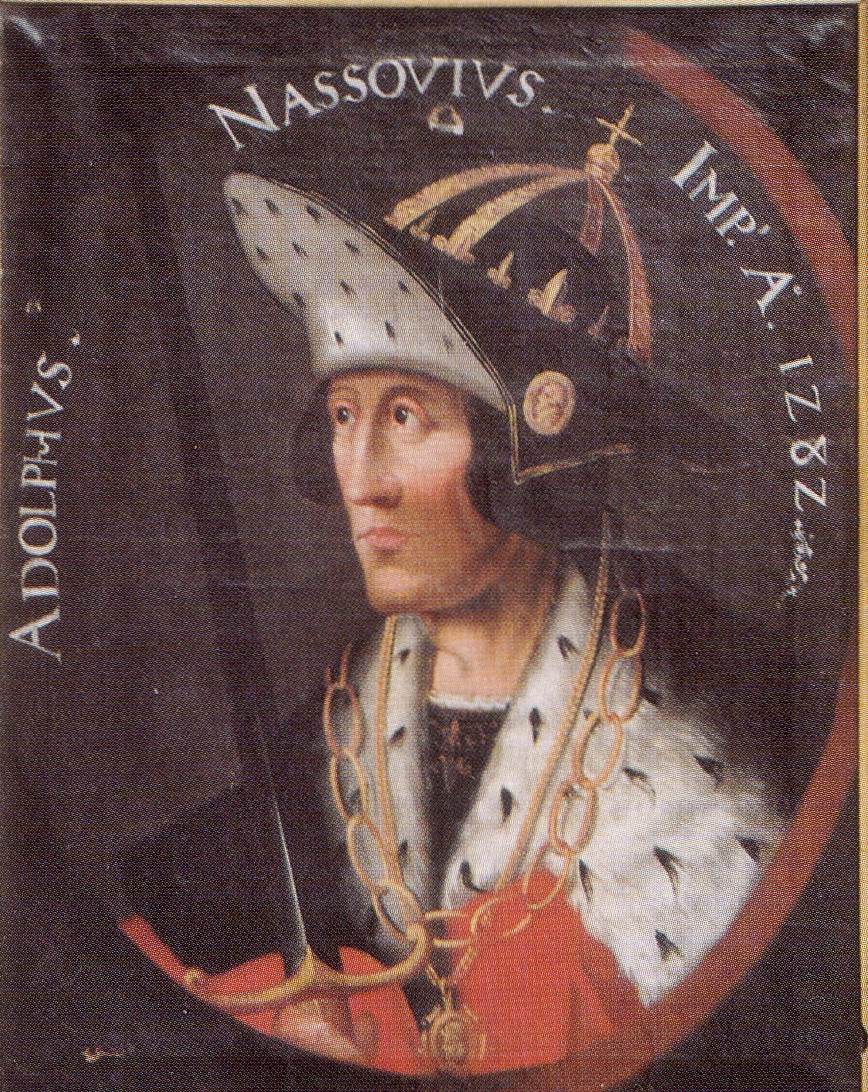
Portret Adolfa z 1662 roku autorstwa Arnolda Montanusa.
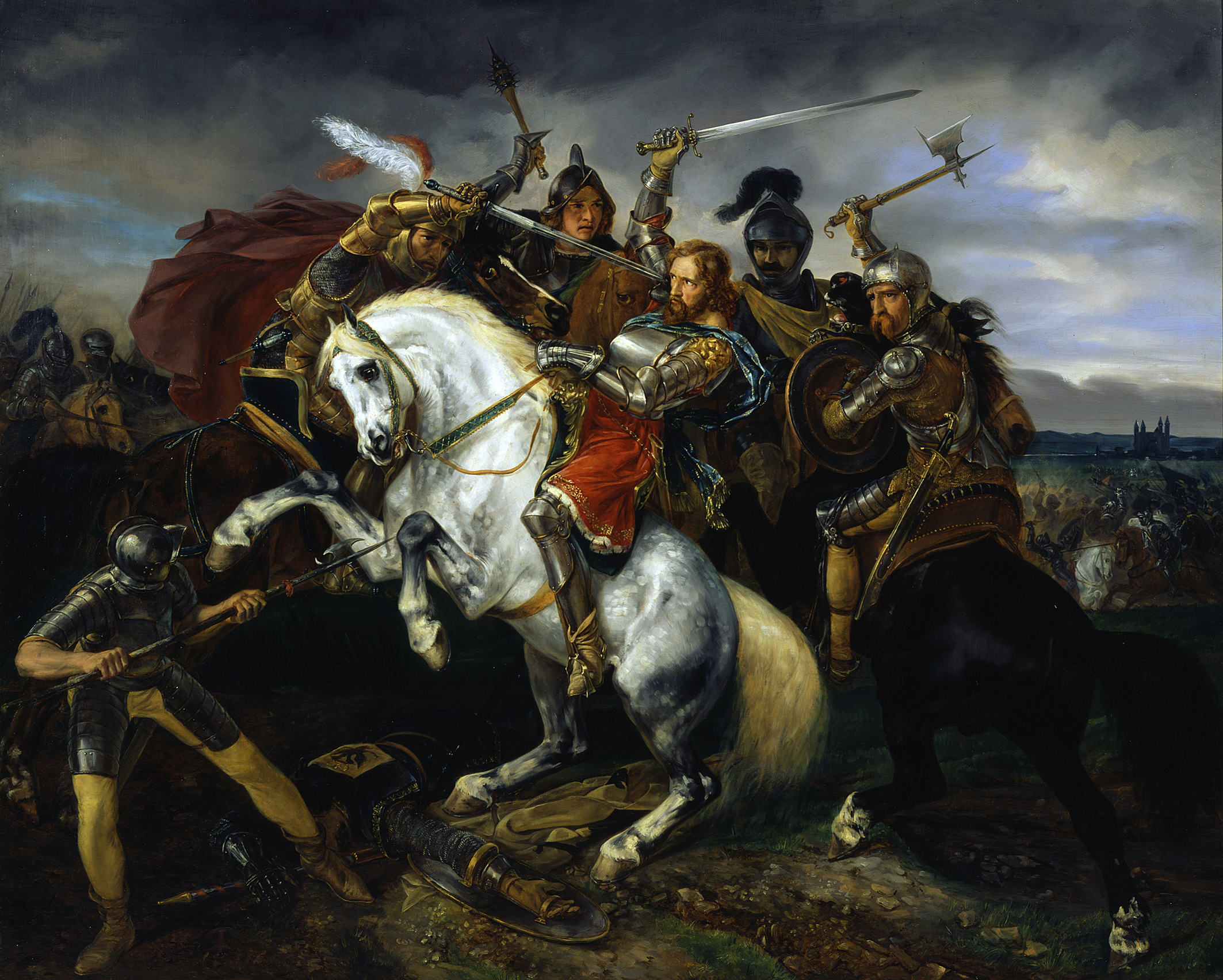
Śmierć Adolfa w Bitwie pod Göllheim (1829).
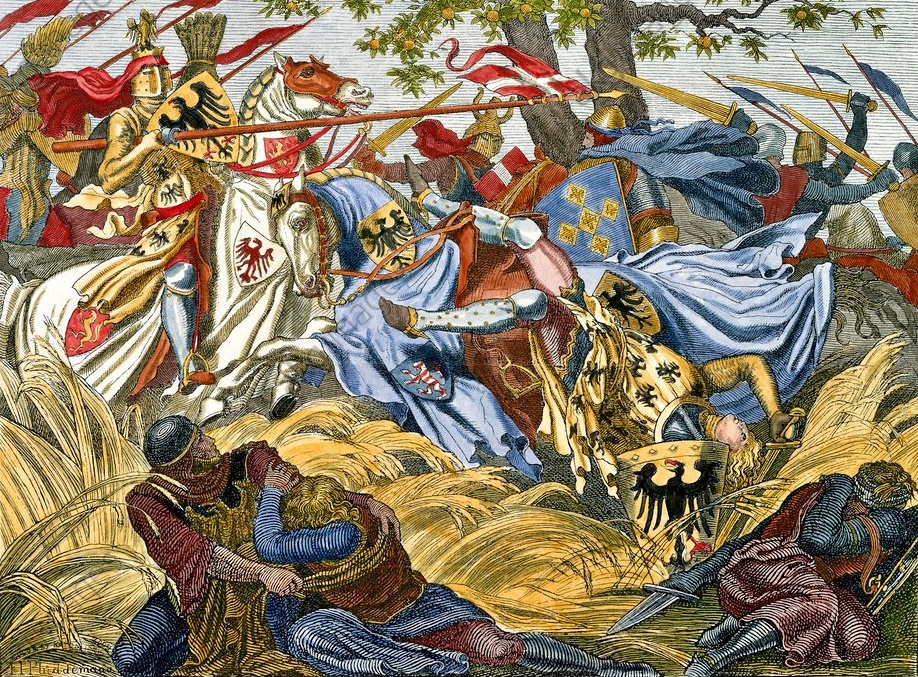
Bitwa pod Göllheim, podczas której poległ Adolf z Nassau (1855).
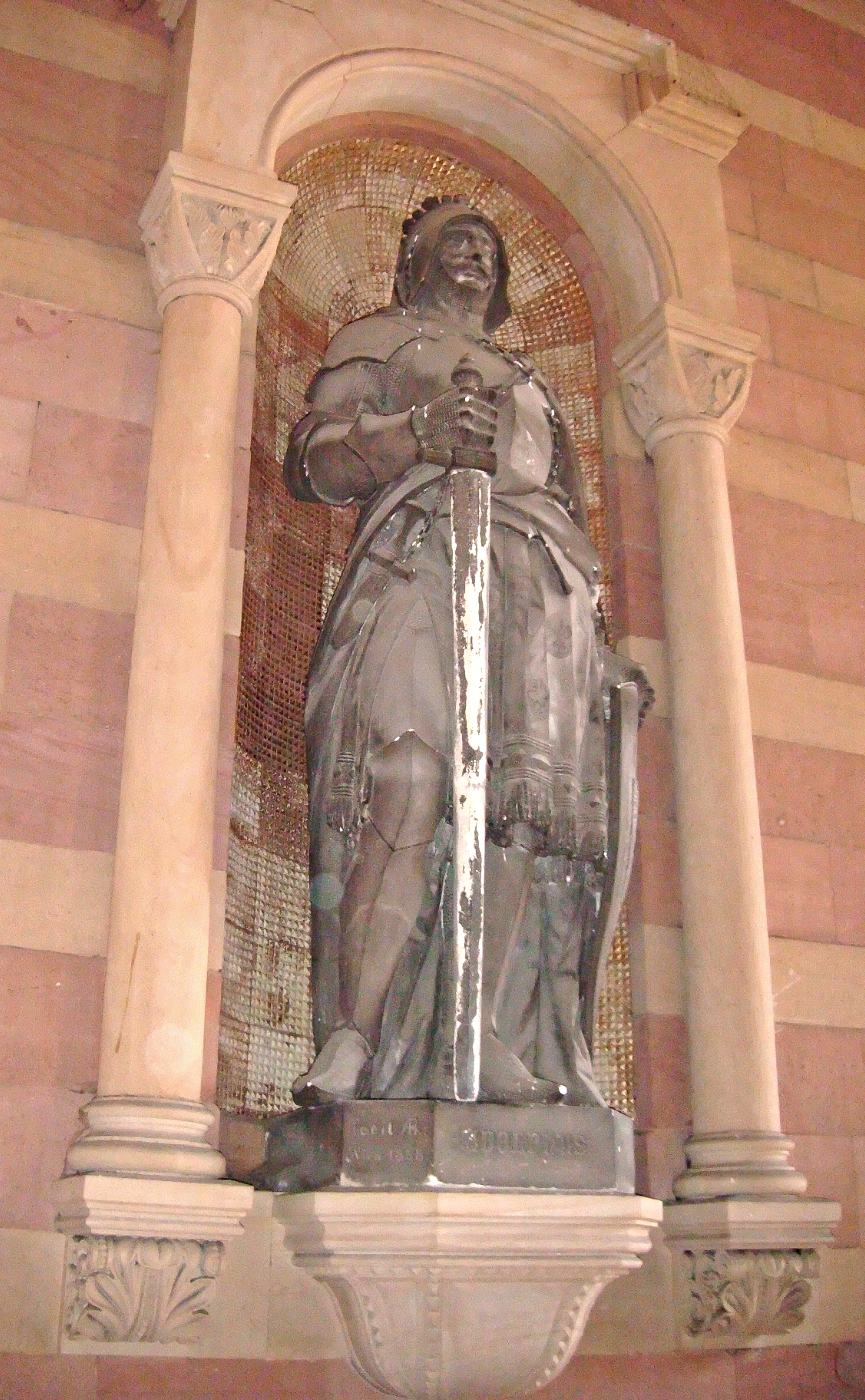
Pomnik Adolfa z Nassau w katedrze w Spirze.